# Maplesville (Alabama)
Maplesville est une ville du comté de Chilton, en Alabama, aux États-Unis,.
Elle est fondée au début du XIXe siècle, par des pionniers qui s'installent à l'intersection de deux routes allant de Tuscaloosa à Montgomery et de Selma à Birmingham. Elle est nommée en référence au premier agent postal, Stephen Maples.
Maplesville est incorporée une première fois en 1914, puis, à la suite de l'échec en raison d'élections non tenues, à nouveau en 1947.

## Démographie
| 1920 | 1930 | 1950 | 1960 | 1970 | 1980 |
| ---- | ---- | ---- | ---- | ---- | ---- |
| 376  | 456  | 806  | 679  | 596  | 754  |

| 1990 | 2000 | 2010 | - | - | - |
| ---- | ---- | ---- | - | - | - |
| 725  | 672  | 708  | - | - | - |

## Source de la traduction
- (en) Cet article est partiellement ou en totalité issu de l’article de Wikipédia en anglais intitulé « Maplesville, Alabama » (voir la liste des auteurs).